# 粟崎村
粟崎村（あわがさきむら）は石川県石川郡に存在した村。

## 地理
- 現在の金沢市北部に位置しており、日本海に面する大野川下流の地域である。内灘砂丘に近く、現在では加賀野菜の一種であるサツマイモの生産地としても有名である。
- 1935年（昭和10年）に潟津村・鞍月村・米丸村・富樫村・大野町とともに金沢市に編入合併してからは金沢市の地域となる。
- 現在では金沢港の石油備蓄基地の他に能登有料道路の起点である粟崎インターチェンジが設けられており、能登地方からの玄関口の側面がある。

## 歴史・由来
- 粟崎村の由来は『源平盛衰記』に出てくる青崎から来ている。青崎が次第に粟崎に変化したとされている。
- 世帯数は255戸、人口は1,275人（ともに1920年当時）。
- 金沢市に編入した後は粟崎と五郎島の両大字はそのまま金沢市の町名として継承された。

## 沿革
- 1889年（明治22年）4月1日 - 町村制の施行により、粟崎村及び五郎島村の区域をもって、粟崎村が発足する。
- 1925年（大正14年）5月10日 - 浅野川電気鉄道（後の北陸鉄道浅野川線）七ツ屋 - 新須崎間開業。
- 1935年（昭和10年）12月16日 - 潟津村、鞍月村、米丸村、富樫村、粟崎村及び大野町が金沢市に編入する。

## 村長
- 田中喜太郎